# Studio Comet
Studio Comet Co., Ltd. (Nhật: 株式会社スタジオコメット Hepburn: Kabushiki Kaisha Sutajio Kometto) là một xưởng phim hoạt hình Nhật Bản được thành lập vào tháng 1 năm 1986. Công ty có trụ sở chính tại Toyotamanaka, Nerima, Tokyo.

## Sản xuất

### Anime truyền hình
| Năm phát sóng | Tựa đề                                            | Đạo diễn                                  | Số tập | Ghi chú |
| ------------- | ------------------------------------------------- | ----------------------------------------- | ------ | --- |
| 1985          | High School! Kimengumi                            | Fukutomi Hiroshi                          | 86     | Chuyển thể từ manga của Shinzawa Motoei. Đồng sản xuất với Studio Gallop.                                                      |
| 1987          | Tsuideni Tonchinkan                               | Yamada Yūzō                               | 43     | Chuyển thể từ manga của Endo Koichi.                                                                                           |
| 1988          | Meimon! Daisan Yakyuubu                           | Fukutomi Hiroshi                          | 40     | Tác phẩm nguyên tác. |
| 1989          | Dragon Quest: Yuusha Abel Densetsu                | Yamada Katsuhisa, Rintaro, Kanda Takeyuki | 43     | Dựa trên trò chơi điện tử Dragon Quest của Square Enix.                                                                        |
| 1991          | High School Mystery: Gakuen Nanafushigi           | Misawa Shin                               | 41     | Tác phẩm nguyên tác. |
| 1992          | Maruboshi Mabo-chan                               | Ishiodori Hiroshi                         | 24     | Chuyển thể từ manga Mabo-chan Ryokōki của Katsukawa Katsushi.                                                                  |
| 1992          | Tsuyoshi Shikkari Shinasai                        | Misawa Shin                               | 112    | Chuyển thể từ manga của Nagamatsu Kiyoshi.                                                                                     |
| 1994          | Captain Tsubasa J                                 | Fukutomi Hiroshi                          | 47     | Phần tiếp theo của OVA Shin Captain Tsubasa. Dựa trên manga Captain Tsubasa của Takahashi Yōichi.                              |
| 1996          | Mizuiro Jidai                                     | Tokita Hiroko                             | 47     | Chuyển thể từ manga của Yabuuchi Yuu.                                                                                          |
| 1997          | Kero Kero Chime                                   | Koyama Yoshitaka                          | 30     | Chuyển thể từ manga của Fujita Maguro.                                                                                         |
| 1998          | Initial D First Stage                             | Mitsusawa Noboru                          | 26     | Chuyển thể từ manga của Shigeno Shūichi. Đồng sản xuất với Studio Gallop.                                                      |
| 1998          | Hatsumei Boy Kanipan                              | Ishiodori Hiroshi                         | 31     | Tác phẩm nguyên tác. |
| 1999          | Chou Hatsumei Boy Kanipan                         | Ishiodori Hiroshi                         | 21     | Phần tiếp theo của Hatsumei Boy Kanipan.                                                                                       |
| 1999          | Bikkuriman 2000                                   | Yamamoto Yusuke                           | 68     | Phần tiếo theo của Super Bikkuriman.                                                                                           |
| 2001          | Dr.Rin ni Kiitemite!                              | Misawa Shin                               | 51     | Chuyển thể từ manga của Arai Kiyoko.                                                                                           |
| 2001          | Hoshi no Kirby                                    | Sōji Yoshikawa                            | 100    | Dựa trên dòng trò chơi điện tử Kirby của Nintendo và HAL Laboratory. Đồng sản xuất với Studio Sign và Warpstar, Inc.           |
| 2002          | Whistle!                                          | Fukutomi Hiroshi                          | 39     | Chuyển thể từ manga của Higuchi Daisuke.                                                                                       |
| 2002          | Shin Megami Tensei: Devil Children – Light & Dark | Misawa Shin                               | 52     | Dựa trên trò chơi điện tử Shin Megami Tensei: Devil Childrencủa Multimedia Intelligence Transfer và Atlus. Sản xuất tập 27-52. |
| 2004          | The Marshmallow Times                             | Fukutomi Hiroshi, Lee Seung Ii            | 52     | Chuyển thể từ manga của Yamamoto Lun Lun.                                                                                      |
| 2004          | Mutsu enmei ryuu gaiden: Shura no toki            | Misawa Shin                               | 26     | Chuyển thể từ manga của Kawahara Masatoshi.                                                                                    |
| 2004          | School Rumble                                     | Takamatsu Shinji                          | 26     | Chuyển thể từ manga của Kobayashi Jin.                                                                                         |
| 2005          | Peach Girl                                        | Ishiodori Hiroshi                         | 25     | Chuyển thể từ manga của Ueda Miwa.                                                                                             |
| 2005          | Onegai My Melody                                  | Moriwaki Makoto                           | 52     | Tác phẩm nguyên tác. |
| 2005          | Suzuka                                            | Fukutomi Hiroshi                          | 26     | Chuyển thể từ manga của Seo Kōji.                                                                                              |
| 2005          | capeta                                            | Misawa Shin                               | 52     | Chuyển thể từ manga của Soda Masahito.                                                                                         |
| 2006          | Yokai Ningen Bem                                  | Harada Hiroshi                            | 26     | Tác phẩm nguyên tác. |
| 2006          | Wan Wan Celeb Soreyuke! Tetsunoshin               | Fukumoto Kiyoshi                          | 51     | Tác phẩm nguyên tác. |
| 2006          | Onegai My Melody: Kuru Kuru Shuffle!              | Moriwaki Makoto                           | 52     | Phần tiếp theo của Onegai My Melody                                                                                            |
| 2006          | School Rumble Ni Gakki                            | Kanesaki Takaomi                          | 26     | Phần tiếp theo của School Rumble.                                                                                              |
| 2006          | Mamotte! Lollipop                                 | Nakamura Noriyoshi                        | 13     | Chuyển thể từ manga của Kikuta Michiyo.                                                                                        |
| 2007          | Saint October                                     | Satou Masafumi                            | 26     | Tác phẩm nguyên tác. |
| 2007          | Onegai My Melody Sukkiri♪                         | Makoto Moriwaki                           | 52     | Phần tiếp theo của Onegai My Melody: Kuru Kuru Shuffle!.                                                                       |
| 2008          | Onegai♪My Melody Kirara★                          | Makoto Moriwaki                           | 52     | Phần tiếp theo của Onegai My Melody Sukkiri♪.                                                                                  |
| 2009          | Jewelpet                                          | Sasaki Nanako                             | 52     | Tác phẩm nguyên tác |
| 2009          | Sora no Manimani                                  | Takamatsu Shinji                          | 12     | Chuyển thể từ manga của Kashiwabara Mami .                                                                                     |
| 2009          | Fuyu no Sonata                                    | Nakayama Daisuke                          |        | Tác phẩm gốc. Đồng sản xuất với KeyEast và REALTHING.                                                                          |
| 2010          | Jewelpet Twinkle☆                                 | Yamamoto Takashi                          | 52     | Phần tiếp theo của Jewelpet.                                                                                                   |
| 2011          | Jewelpet Sunshine                                 | Inagaki Takayuki                          | 52     | Tác phẩm nguyên tác. |
| 2012          | Jewelpet Kira☆Deco!                               | Moriwaki Makoto                           | 52     | Phần tiếp theo của Jewelpet Sunshine.                                                                                          |
| 2013          | Jewelpet Happiness                                | Moriwaki Makoto                           | 52     | Phần tiếp theo của Jewelpet Kira☆Deco!.                                                                                        |
| 2014          | Lady Jewelpet                                     | Kawasaki Itsuro                           | 52     | Tác phẩm nguyên tác. Đồng sản xuất với Zexcs.                                                                                  |
| 2016          | Binan Koukou Chikyuu Boueibu Love! Love!          | Takamatsu Shinji                          | 12     | Phần tiếp theo của Binan Koukou Chikyuu Boueibu Love!.                                                                         |
| 2016          | Pittanko! Nekozakana                              | Nonaka Kazumi                             | 50     | Tác phẩm nguyên tác sản xuất cho chuơng trình trẻ em "Kinzer TV". Đồng sản xuất với TMS Entertainment.                         |
| 2018          | Binan Koukou Chikyuu Boueibu Happy Kiss!          | Takamatsu Shinji                          | 12     | Phần tiếp theo của Binan Koukou Chikyuu Boueibu Love! Love!.                                                                   |
| 2019          | RobiHachi                                         | Takamatsu Shinji                          | 12     | Tác phẩm nguyên tác |
| 2020          | LALACOCO                                          | Nonaka Kazumi                             | 25     | Tác phẩm nguyên tác sản xuất cho chuơng trình trẻ em "Kinzer TV".                                                              |
| 2020          | Awajishima no shichifukujin                       | Nonaka Kazumi                             | 25     | Tác phẩm nguyên tác sản xuất cho chuơng trình trẻ em "Kinzer TV".                                                              |
| 2021          | Fairy Ranmaru: Anata no kokoro otasuke shimasu    | Kobayashi Kōsuke, Hishida Masakazu        | 12     | Tác phẩm nguyên tác. |
| 2023          | Eiyū-ō, bu o kiwameru tame tensei-su              | Kuzuya Naoyuki                            | 12     | Dựa trên light novel cùng tên do Hayaken viết và Nagu minh họa.                                                                |
| 2024          | Henjin no Salad Bowl                              | Sato Masafumi                             | 12     | Dựa trên light novel cùng tên do Hirasaka Yomi sáng tác và Kantoku minh họa; đồng sản xuất với SynergySP.                      |
| 2025          | Izure Saikyō no Renkinjutsu-shi?                  | Kuzuya Naoyuki                            |        | Dựa trên light novel cùng tên do Kogitsunemaru sáng tác.                                                                       |

### Phim anime chiếu rạp
| Tựa đề                                                                    | Ngày chiếu        | Đạo diễn         | Ghi chú                                    |
| ------------------------------------------------------------------------- | ----------------- | ---------------- | ------------------------------------------ |
| High School! Kimengumi                                                    | 12 tháng 7, 1987  | Fukutomi Hiroshi | Chuyển thể từ manga của Shinzawa Motoei.   |
| Tsuyoshi Shikkari Shinasai: Tsuyoshi no Time Machine de Shikkari Shinasai | 25 tháng 12, 1993 | Misawa Shin      | Chuyển thể từ manga của Nagamatsu Kiyoshi. |
| Jewelpet: Sweets Dance Princess                                           | 11 tháng 8, 2012  | Sakurai Hiroaki  | Tác phẩm nguyên tác.                       |
| Onegai My Melody Yū & Ai                                                  | 11 tháng 8, 2012  | Ōkubo Masao      | Tác phẩm nguyên tác.                       |
| Charanpo Land no Bouken                                                   | 11 tháng 3, 2017  | Misawa Shin      | Tác phẩm nguyên tác.                       |
| Binan Kōkō Chikyū Bōei-bu Eternal Love!                                   | 24 tháng 1, 2025  | Takamatsu Shinji | Tác phẩm nguyên tác.                       |

### OVA
| Năm phát hành | Tựa đề                                         | Đạo diễn         | Số tập | Ghi chú                                                                        |
| ------------- | ---------------------------------------------- | ---------------- | ------ | ------------------------------------------------------------------------------ |
| 1995          | Private eye dol                                |                  | 3      |                                                                                |
| 1997          | Baby Love                                      | Kudo Susumu      | 1      | Chuyển thể từ manga của Shiina Ayumi.                                          |
| 2005          | School Rumble: Ichi Gakki Hoshuu               | Takamatsu Shinji | 2      | Chuyển thể từ manga của Kobayashi Jin.                                         |
| 2008          | School Rumble San Gakki                        | Takamatsu Shinji | 2      | Chuyển thể từ manga của Kobayashi Jin.                                         |
| 2011          | Baby Princess 3D Paradise 0 (Love)             | Inagaki Takayuki | 1      | Dựa trên bộ truyện ngắn do Kimino Sakurako viết.                               |
| 2017          | Binan Koukou Chikyuu Boueibu Love! Love! Love! | Takamatsu Shinji | 1      | Phần tiếp theo của anime truyền hình Binan Koukou Chikyuu Boueibu Love! Love!. |